# Chonas-l'Amballan
Chonas-l'Amballan este o comună în departamentul Isère din sud-estul Franței. În 2009 avea o populație de 1.534 de locuitori.

## Evoluția populației
| An        | 1975 | 1982 | 1990  | 1999  | 2006  | 2009  |
| --------- | ---- | ---- | ----- | ----- | ----- | ----- |
| Populație | 702  | 863  | 1.005 | 1.219 | 1.461 | 1.534 |